# Cosmic Hallelujah
Cosmic Hallelujah è il diciassettesimo album in studio del cantante di musica country statunitense Kenny Chesney, pubblicato nel 2016.

## Tracce
1. Trip Around the Sun – 2:55
2. All the Pretty Girls – 3:32
3. Setting the World on Fire (featuring P!nk) – 3:38
4. Noise – 3:25
5. Bucket – 3:15
6. Bar at the End of the World – 3:28
7. Some Town Somewhere – 2:51
8. Rich and Miserable – 3:23
9. Jesus & Elvis – 4:08
10. Winnebago – 2:59
11. Coach – 4:45
12. I Want to Know What Love Is – 5:01